# Linia kolejowa Köln – Aachen
Linia kolejowa Köln – Aachen – niemiecka część transeuropejskich sieci transportowych projektu linii kolei dużych prędkości Paryż – Bruksela – Kolonia. Nie jest to nowo wybudowana linia kolejowa, a modernizacja istniejącej linii kolejowej, która została otwarta w 1841 roku przez Koleje Reńskie. Po przekroczeniu granicy Belgii w 1843 roku, stała się pierwszą na świecie międzynarodową linią kolejową.
Linia na terenie Niemiec ma długość około 70 km. Pierwsze 40 km z Kolonii do Düren zostały przebudowane. Od 2002 r. linia pozwala na jazdę pociągów z prędkością do 250 kilometrów na godzinę. Osobne tory zostały zbudowane równolegle do szybkich torów w lokalnym ruchu S-Bahn. Pozostała część torów z Düren do Akwizgranu pozwala na jazdę z prędkością do 160 kilometrów na godzinę, a na niektórych odcinkach wolniej. Modernizacja odcinka Düren – Akwizgran jest planowana w najbliższej przyszłości. W Belgii linia przechodzi w linię HSL 3.